# Rakuten
Rakuten, Inc. (楽天株式会社, Rakuten Kabushiki-gaisha) est une société japonaise de services internet créée en février 1997 sous le nom de MDM Inc, qui a lancé en mai de la même année Rakuten Shopping Mall (楽天市場, Rakuten Ichiba). La société détient en 2017 le plus grand site de commerce en ligne du Japon, avec plus de 105 millions d'utilisateurs enregistrés et 44 201 commerçants. Son fondateur et directeur général est Hiroshi Mikitani. Dans les années 2010 le groupe élargit ses intérêts commerciaux en dehors du Japon et a notamment racheté la messagerie Viber en 2014.

## Nom
Le mot rakuten (楽天) signifie « optimisme » en japonais.

## Histoire
La compagnie a été créée en février 1997 sous le nom de MDM Inc. Ses activités sous le nom Rakuten Shopping Mall (楽天市場, Rakuten Ichiba) ont démarré en mai de la même année. En juin 1999, MDM, Inc. change de nom pour s’appeler désormais Rakuten. En juin 2004, le site se plaçait second en termes de fréquentation unique. 
En 2008, le chiffre d'affaires de Rakuten dépasse 1,1 milliard de dollars avec un bénéfice d'environ 320 millions de dollars. La société est cotée en bourse (JASDAQ: 4755) avec une capitalisation de plus de cinq milliards de dollars et plus de 3 700 employés.

## Principaux actionnaires
Au 10 décembre 2019:

| Hiroshi Mikitani                                | 28,1 % |
| Haruko Mikitani                                 | 9,24 % |
| Rakuten (autocontrôle)                          | 5,62 % |
| Baillie Gifford                                 | 3,37 % |
| Nomura Asset Management                         | 2,51 % |
| Capital Research & Management (World Investors) | 2,30 % |
| J.O. Hambro Capital Management                  | 1,99 % |
| Fidelity Management & Research                  | 1,96 % |
| Orbis Investment Management                     | 1,68 % |
| The Vanguard Group                              | 1,51 % |

## Croissance externe
Le 17 juin 2010, Rakuten annonce l'acquisition de PriceMinister, premier site de commerce électronique en France.
En juillet 2010, Rakuten achète la société américaine Buy.com, spécialisée dans la vente en ligne d'électronique et d'ordinateurs.
En septembre 2011, Rakuten achète la société britannique Play.com, spécialisée dans la vente en ligne de DVD, CD, livres, jeux vidéo, gadgets, mais également de vêtements.
En novembre 2011, elle annonce l'acquisition de la société canadienne Kobo Inc, spécialisée dans les lecteurs de livres numériques, pour 315 millions de dollars. C'est la société Kobo Inc qui fournit depuis novembre 2011 la liseuse Kobo Touch, qui était vendue exclusivement par la chaîne de magasins Fnac avant d'être également vendue par PriceMinister.
En octobre 2012, Rakuten acquiert Aquafadas grâce au rachat effectué par Kobo Inc. Aquafadas est alors l'un des leaders de l'édition numérique et classé numéro 1 des entreprises technologiques françaises. Rakuten se retrouve en une position de leader de l'édition et la publication numérique.
En novembre 2012, Rakuten acquiert Alpha Direct Services, leader de la logistique fine au service des acteurs du commerce en ligne et du multicanal.
En février 2014, Rakuten acquiert Viber Media, qui édite le logiciel Viber permettant de faire de la VoIP sur smartphone, pour 900 millions de dollars (660 millions d'euros). En septembre 2014, Rakuten acquiert le site de programme de fidélisation américaine Ebates pour 1 milliard de dollars.
En mars 2015, Rakuten acquiert OverDrive, une entreprise spécialisée dans le livre numérique pour 410 millions de dollars.
En juillet 2016, Rakuten annonce l'acquisition de Nextperf, société française spécialisée dans l'optimisation en temps réel de la publicité en ligne.
En novembre 2016, le FC Barcelone annonce qu'un accord de sponsoring a été trouvé avec Rakuten qui devient le principal sponsor du club catalan à partir de juin 2017. Rakuten versera au club de football environ 60 millions d'euros par saison jusqu'en 2021.
En janvier 2017, le groupe engage à la tête de la société Viber média dont il est propriétaire depuis 2014, l'entrepreneur français Djamel Agaoua et ancien vice-président de l'entreprise chinoise Cheetah Mobile, avec mission de recréer une dynamique du succès des services qu'offre la société.
En janvier 2018, Rakuten annonce l'acquisition d'Asahi Fire & Marine Insurance à Nomura Holdings pour 45 milliards de yens (333 millions d'euros).
En mars 2018, Rakuten annonce l'abandon de la marque PriceMinister, pour ne garder que le nom Rakuten.
Le chiffre d'affaires de Rakuten France n'est pas publié.

## Structuration
En 2018, les activités du groupe Rakuten sont réorganisées en plusieurs filiales qui prennent les noms provisoires de Rakuten e-commerce pour la branche commerce en ligne, Rakuten Card pour les services et produits bancaires, Rakuten Mobile Network pour la téléphonie et une dernière entité qui regroupe les autres entreprises du groupe dont les entités situées à l'étranger.

## Sponsoring
Rakuten est le sponsor principal du maillot du FC Barcelone pour quatre saisons à partir de la saison 2017-2018, pour 55 millions d'euros par an. La société est également partenaire de l'Olympique de Marseille.
En septembre 2017, Rakuten devient « Official Partner » maillot des Warriors de Golden State, moyennant un accord de 20 millions de dollars annuels sur trois ans. Ce contrat est le plus élevé de la NBA pour un écusson cousu de 6 cm2.